# Bobby Orlando
Bobby Orlando, auch Bobby O, (* 1958 im Westchester County, NY, als Robert Philip Orlando) ist ein US-amerikanischer Musikproduzent, Sänger, Komponist und Multiinstrumentalist. Orlando gilt als einer der erfolgreichsten Produzenten und Künstler des Hi-NRG.

## Werdegang
Der Sohn eines Lehrers wuchs in einem New Yorker Vorort auf. Orlando strebte zunächst eine Karriere als Boxer an, entdeckte jedoch dann seine Liebe zur Musik. Als Jugendlicher interessiert er sich vor allem für die Musik und Künstler des Glam Rock wie die New York Dolls oder T. Rex und spielte Gitarre in verschiedenen Bands, das Keyboard spielen brachte er sich selber bei. Später gab er an, durch ABBA die Disco-Musik kennengelernt zu haben.

## Musikalische Anfänge
1977 produzierte er den Titel Dancin von Tod Foster. Bobby Orlandos frühe Produktionen ähnelten noch denen von Giorgio Moroder, gaben jedoch seine zukünftige Richtung vor. Sein 1980 produziertes Album für die Rocksängerin Lyn Todd, welches Glam-Rock, New Wave und Disco vermischte, trug schon eher die Handschrift des späteren Hi-NRG Pioniers und erhielt Cover-Versionen von David Bowies Rebel, Rebel und The Whos Pinball Wizard. Auf seinem 1980 gegründeten Plattenlabel O-Records erschienen mit Just a Gigolo von Barbi & The Kens sowie Change of Life von I Spie Lieder, die zu Hits in den New Yorker Diskotheken wurden. 
Nach dem Abklingen der Disco-Welle veränderte Orlando seine Produktionen für deutlich Synthesizer-lastigen Musikstücken, die von starken Loops und Beats dominiert wurden, jedoch noch Disco und Funk zitierten.

## Durchbruch als Produzent und Sänger
Der Song Mondo Man, 1980 produziert für Roni Griffith, erreichte die Top-40 der US Hot Dance Club Charts, (The Best Part of) Breakin' Up schaffte es 1982 bis auf Platz 2. Roni Griffith’s Desire, produziert für das Plattenlabel Vanguard Records, stieg auch außerhalb der USA in die Hitlisten ein und erreichte 1982 Platz 17 der Top 100 in Deutschland, in Kanada wurde die Single mit einer Goldenen Schallplatte ausgezeichnet.
Bobby Orlando und Roni Griffith, Model und kurzzeitiges Mitglied von Kid Creole & the Coconuts, hatten zur Zeit der Produktion eine Affäre. Nach einer kurzen erfolgreichen Zeit als Disco-Künstlerin zog sich Roni Griffith aus der Pop-Musik zurück, verließ New York, veröffentlichte christliche Popmusik und verfolgte eine Karriere als Fotografin.
Anfang der 1980er Jahre traf er auf den Künstler Divine, für den er einige Songs und ein Album produzierte. Mehrere Hitnotierungen konnten in Europa und den US-Dance-Charts erreicht werden. In Deutschland platzierte sich die schrille Drag Queen mit Shoot Your Shot, Shake It Up und Love Reaction, sowie dem Debütalbum My First Album 1983 in den Top 100. In den Niederlanden wurde Shoot Your Shot mit einer Goldenen Schallplatte ausgezeichnet. Für Diskussionen sorgte die Single Love Reaction, welche sich offensichtlich als Plagiat von New Orders Welthit Blue Monday erwies. 1984 wechselte Divine zu den Hit-Produzenten Stock Aitken Waterman.
Sein Projekt The Flirts, eine Retortenband mit auswechselbaren Sängerinnen, erwies sich in den Jahren 1983–1985, diesseits und jenseits des Atlantiks, ebenfalls als kommerzieller Erfolg. Passion, welches mehr oder weniger eine Neuauflage von Roni Griffiths Desire war, schaffte es bis auf Platz 4 der Top-10 in Deutschland. Mit Jukebox (Don't Put Another Dime) waren die Flirts 1983 auf dem Soundtrack des Films Valley Girl vertreten. Nach dem Erfolg von Helpless (You Took My Love), 1985 Platz 13 der deutschen Charts, konnten keine nennenswerten Hitnotierungen in Europa mehr erreicht werden.
Dem Konzept der Flirts blieb Orlando treu, vor allem in den Jahren 1982–1986 veröffentlichte er zahlreiche Stücke von oftmals eher mäßiger Qualität. Orlando sang und spielte die Stücke oft selber ein, während die Künstler auf der Bühne nur als Blickfang agierten und austauschbar waren. Zu seinen erfolgreicheren Produktionen, auch unter verschiedenen Pseudonymen und für andere Plattenlabel, zählten: Hotline (Fantasy), Waterfront Home (Play That Jukebox), Hippies With Haircuts (Eye On You), One, Two, Three (Another Knife In My Back, Runaway), Oh Romeo (Try It), Eric (Who’s Your Boyfriend?), WOW (Magic Man), Lilly & The Pink (Frustration) oder Claudja Barry mit Whisper to a Scream.
Bis 1986 platzierten sich 25 seiner Produktionen in den US-Dance-Charts, sein unter Bobby O erschienenes She Has a Way erreichte 1982 die Top-10, You & Me von The Flirts schaffte es 1985 bis auf Platz 1.
Orlando wurde in seiner Karriere mit 17 Goldenen und 5 Platin-Schallplatten ausgezeichnet. Discogs zählt über 1000 Nennungen Bobby Orlandos auf. Dem Musikmagazin The Face erklärte der exzentrische Orlando 1987:

„Ich habe mehr Platten produziert als jeder andere auf der Welt; es gibt niemanden, der mehr Platten veröffentlicht als ich. Wenn ein Produzent die Fähigkeit hat, Platten zu produzieren und er es nicht tut, dann ist er ungehorsam gegenüber Gottes Befehl.“

1983 traf er in New York auf die noch relativ unbekannten Pet Shop Boys. Das Treffen war von Neil Tennant, der ein Bewunderer Orlandos war, arrangiert worden. Orlando nahm 1984 mit dem Duo unter anderem die Singles West End Girls und Opportunities sowie eine frühe Version von  It’s a Sin auf. West End Girls schaffte es zu einem Underground-Hit; der große Erfolg stellte sich jedoch erst, neu abgemischt, bei seiner Wiederveröffentlichung 1985 ein. Zu diesem Zeitpunkt hatten sich die Musiker bereits in einem Rechtsstreit getrennt.
Ende der 1980er Jahre, als der Musikmarkt mit Italo-Disco überschwemmt wurde, zog sich Orlando, der sich selber als „Sünder und Dreckskerl“ bezeichnete, nach und nach aus der Musikbranche in sein Privatleben zurück und widmete sich christlicher Literatur. Erst Ende der 1990er Jahre kehrte er mit seinem neuen Label Reputation Records und diversen Veröffentlichungen zurück. 2004 sampelte Junior Jack Passagen von Orlandos I’m So Hot For You für seinen US-Dance No. 1 Hit Da Hype.

## Autorenbeteiligungen und Produktionen (Auswahl)
| - Divine - Claudja Barry - Boytronic - The Flirts - Pet Shop Boys - Frankie Avalon | - Nadia Cassini - Tony Caso - Hotline - Lyn Todd - Los Pekadorez - Teen Rock | - Barbi and The Kens - The Beat Box Boys - Roni Griffith - Oh Romeo - Waterfront Home |

## Diskografie (Auswahl)
Alben
- 1982: One Two Three
- 1983: Freedom in an Unfree World
- 1985: Bobby O & His Banana Republic
- 2005: Outside the Inside
- 2010: Bright Nothing World
- 2011: Social Contract Theory
- 2012: Self evident truth
- 2013: Idols of the minds
- 2014: Twilight of the Masses
- 2012: Primitive Primal Scream
- 2015: Paragon of Energy
- 2016: Perception of One
- 2025: Energizer of Purpose

Compilations
- 1985: Have Fun! Greatest Hits
- 1991: How To Pick Up Girls
- 1992: The Lost Productions
- 1993: The Best Of Bobby O
- 2011: Greatest Hits 1983–2011

Singles
- 1982: I’m So Hot for You (US-Dance #17)
- 1982: She Has a Way (US-Dance #10)
- 1985: Whisper to a Scream (Mit Claudja Barry, US-Dance #27)